# Hasselbackshuset, Uddevalla

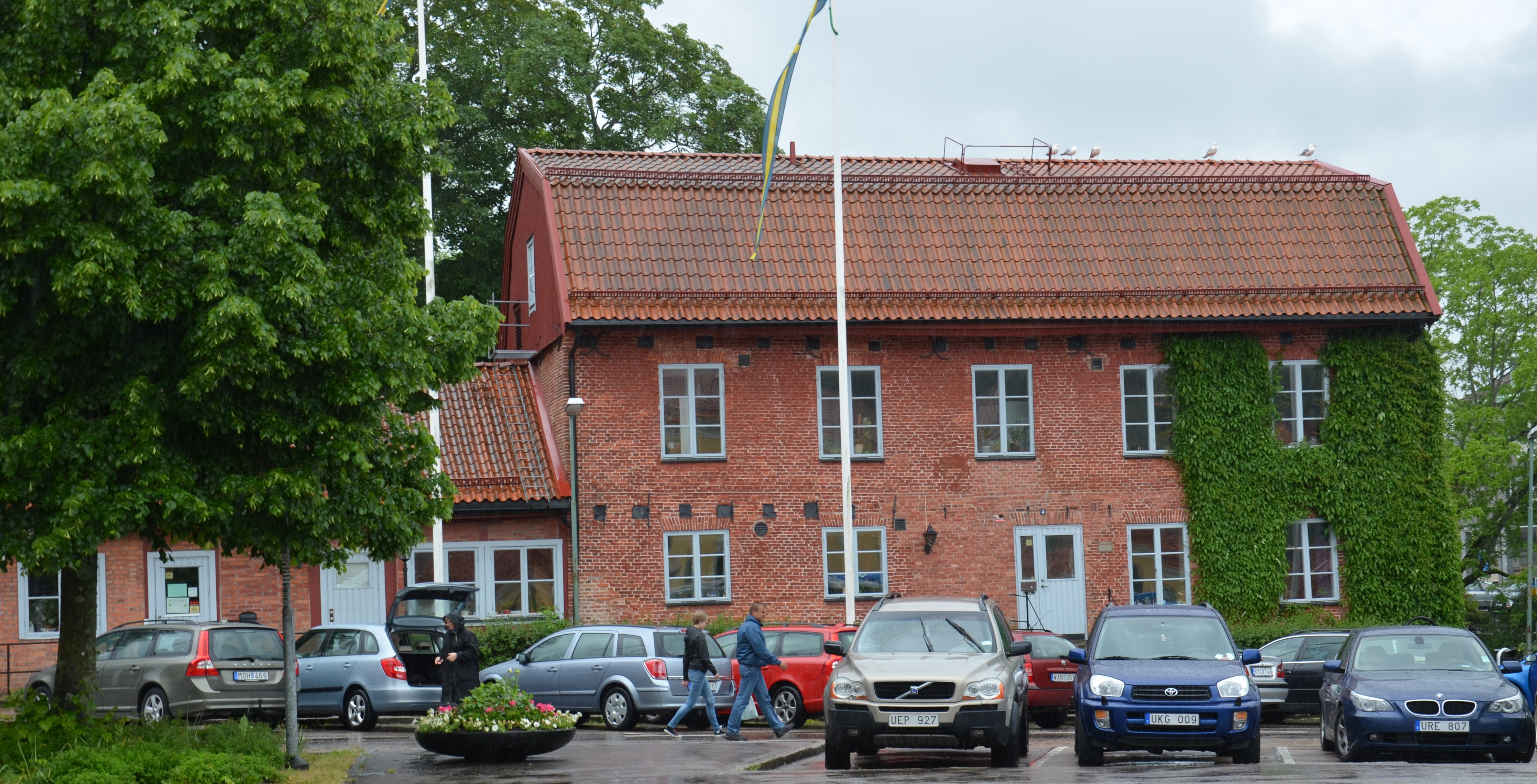
Hasselbladshuset från Kungstorget

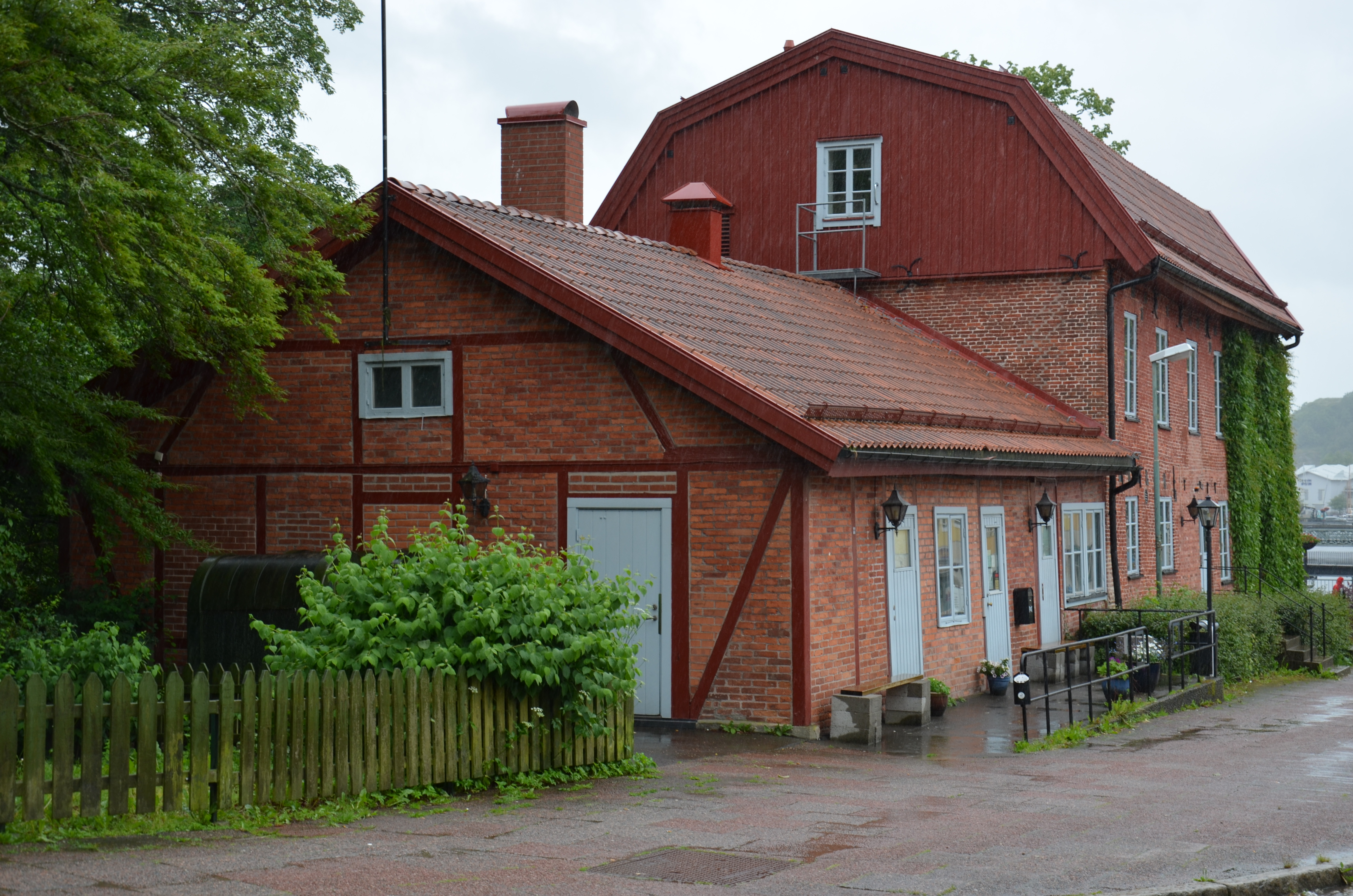
Hasselbackshuset

Hasselbackshuset i Uddevalla är en byggnad från tidigt 1800-tal.
Hasselbackshuset uppfördes 1814 i holländskt tegel vid Kungstorget i Uddevalla efter stadsbranden 1806. Det byggdes som bostadshus åt redaren och varvsägaren C.J. Engelke. Uddevalla stad köpte huset 1875.